# جو ماكدونل
جو ماكدونل (بالإنجليزية: Jo McDonnell)‏ هي ممثلة أمريكية، ولدت في 16 مايو 1950 بستوكتون في الولايات المتحدة.

## وصلات خارجية
- جو ماكدونل على موقع IMDb (الإنجليزية)
- جو ماكدونل على موقع قاعدة بيانات الفيلم (الإنجليزية)